# ペドロ・アビラ
ペドロ・マヌエル・アビラ（Pedro Manuel Ávila, 1997年1月14日 - ）は、ベネズエラのミランダ州カラカス出身のプロ野球選手（投手）。右投右打。東京ヤクルトスワローズ所属。

## 経歴

### プロ入りとナショナルズ傘下時代
2014年にアマチュア・フリーエージェントでワシントン・ナショナルズと契約してプロ入り。
2015年、傘下のルーキー級ドミニカ・サマーリーグ・ナショナルズでプロデビュー。ルーキー級ガルフ・コーストリーグ・ナショナルズでプレーし、2球団合計で14試合（先発13試合）に登板して7勝3敗、防御率2.12、92奪三振を記録した。
2016年はA級ヘイガーズタウン・サンズでプレーし、20試合に先発登板して7勝7敗、防御率3.48、92奪三振を記録した。

### パドレス時代
2016年12月2日にデレク・ノリスとのトレードで、サンディエゴ・パドレスへ移籍した。
2017年は傘下のA級フォートウェイン・ティンキャップスとA+級レイクエルシノア・ストームでプレーし、2球団合計で24試合（先発23試合）に登板して8勝5敗、防御率3.70、170奪三振を記録した。
2018年はA+級レイクエルシノアでプレーし、24試合（先発20試合）に登板して7勝9敗、防御率4.27、142奪三振を記録した。オフの11月20日にルール・ファイブ・ドラフトでの流出を防ぐために40人枠入りした。
2019年は開幕をAA級アマリロ・ソッドプードルズで迎え、4月11日にメジャー初昇格を果たした。同日のアリゾナ・ダイヤモンドバックス戦でメジャーデビュー（5.1回1失点）。翌日にAA級アマリロへ降格の後、右肘を痛めたため、8月にトミー・ジョン手術を受けた。オフの11月27日にDFAとなり、12月2日にマイナー契約となった。
2020年は前年の手術及びCOVID-19の影響でマイナーリーグの試合が開催されなかったため、公式戦の登板は無かった。
2021年は2年ぶりに公式戦登板を果たした。マイナーではAA級サンアントニオ・ミッションズとAAA級エルパソ・チワワズでプレーし、2球団合計で36試合（先発11試合）に登板して2勝4敗2セーブ、防御率4.22、82奪三振を記録した。10月1日にメジャー契約を結んでアクティブ・ロースター入りし、同日のサンフランシスコ・ジャイアンツ戦で2年ぶりにメジャーのマウンドへ復帰した（先発して4回2失点で敗戦投手）。
2022年はシーズンの大半をAAA級エルパソで過ごし、メジャーでの登板は2試合にとどまった。
2023年9月5日のフィラデルフィア・フィリーズ戦では先発して6.2回を無失点に抑え、メジャー初勝利を挙げた。
2024年開幕前にはチームメイトのタイラー・ウェイド、ドジャースのタイラー・グラスノー、韓国代表の元兌仁と共に韓国の少年野球選手への野球教室に参加した。開幕戦当日となる3月20日に開幕ロースターには入らないことが発表された。4月12日にDFAとなった。

### ガーディアンズ時代
2024年4月16日に金銭トレードでクリーブランド・ガーディアンズに移籍した。
2025年1月23日にポール・シーウォルドを獲得したことに伴ってDFAとなり、29日にウェイバー公示を経てAAA級コロンバス・クリッパーズに配属された。

### ヤクルト時代
2025年2月14日に東京ヤクルトスワローズが獲得を発表した。背番号は11。

## 詳細情報

### 年度別投手成績
| 年 度    | 球 団    | 登 板 | 先 発 | 完 投 | 完 封 | 無 四 球 | 勝 利 | 敗 戦 | セ 丨 ブ | ホ 丨 ル ド | 勝 率 | 打 者 | 投 球 回 | 被 安 打 | 被 本 塁 打 | 与 四 球 | 敬 遠 | 与 死 球 | 奪 三 振 | 暴 投 | ボ 丨 ク | 失 点 | 自 責 点 | 防 御 率 | W H I P |
| -------- | -------- | ----- | ----- | ----- | ----- | -------- | ----- | ----- | -------- | ----------- | ----- | ----- | -------- | -------- | ----------- | -------- | ----- | -------- | -------- | ----- | -------- | ----- | -------- | -------- | ------- |
| 2019     | SD       | 1     | 1     | 0     | 0     | 0        | 0     | 0     | 0        | 0           | ----  | 23    | 5.1      | 4        | 0           | 2        | 0     | 1        | 5        | 0     | 0        | 1     | 1        | 1.69     | 1.12    |
| 2021     | SD       | 1     | 1     | 0     | 0     | 0        | 0     | 1     | 0        | 0           | .000  | 20    | 4.0      | 4        | 1           | 3        | 0     | 0        | 5        | 0     | 0        | 2     | 1        | 2.25     | 1.75    |
| 2022     | SD       | 2     | 0     | 0     | 0     | 0        | 0     | 0     | 0        | 0           | ----  | 18    | 4.0      | 3        | 1           | 1        | 0     | 1        | 5        | 1     | 0        | 3     | 2        | 4.50     | 1.00    |
| 2023     | SD       | 14    | 6     | 0     | 0     | 0        | 2     | 2     | 0        | 0           | .500  | 220   | 50.1     | 43       | 3           | 25       | 0     | 5        | 54       | 5     | 1        | 23    | 18       | 3.22     | 1.35    |
| 2024     | SD       | 4     | 0     | 0     | 0     | 0        | 1     | 0     | 0        | 0           | 1.000 | 35    | 8.0      | 5        | 1           | 6        | 0     | 1        | 9        | 3     | 0        | 8     | 8        | 9.00     | 1.38    |
| 2024     | CLE      | 50    | 0     | 0     | 0     | 0        | 5     | 1     | 1        | 1           | .833  | 318   | 74.2     | 68       | 7           | 30       | 1     | 3        | 73       | 4     | 0        | 30    | 27       | 3.25     | 1.31    |
| '24計    | CLE      | 54    | 0     | 0     | 0     | 0        | 6     | 1     | 1        | 1           | .857  | 353   | 82.2     | 73       | 8           | 36       | 1     | 4        | 82       | 7     | 0        | 38    | 35       | 3.81     | 1.32    |
| MLB：5年 | MLB：5年 | 72    | 8     | 0     | 0     | 0        | 8     | 4     | 1        | 1           | .667  | 634   | 146.1    | 127      | 13          | 67       | 1     | 11       | 151      | 13    | 1        | 67    | 57       | 3.51     | 1.33    |

- 2024年度シーズン終了時

### ポストシーズン投手成績
| 年 度     | 球 団     | シ リ ｜ ズ | 登 板 | 先 発 | 勝 利 | 敗 戦 | セ ｜ ブ | 打 者 | 投 球 回 | 被 安 打 | 被 本 塁 打 | 与 四 球 | 敬 遠 | 与 死 球 | 奪 三 振 | 暴 投 | ボ ｜ ク | 失 点 | 自 責 点 | 防 御 率 |
| --------- | --------- | ----------- | ----- | ----- | ----- | ----- | -------- | ----- | -------- | -------- | ----------- | -------- | ----- | -------- | -------- | ----- | -------- | ----- | -------- | -------- |
| 2024      | CLE       | ALCS        | 3     | 0     | 1     | 0     | 0        | 13    | 4.0      | 0        | 0           | 2        | 1     | 0        | 3        | 0     | 0        | 0     | 0        | 0.00     |
| 出場：1回 | 出場：1回 | 出場：1回   | 3     | 0     | 1     | 0     | 0        | 13    | 4.0      | 0        | 0           | 2        | 1     | 0        | 3        | 0     | 0        | 0     | 0        | 0.00     |

- 2024年度シーズン終了時

### 年度別守備成績
| 年 度 | 球 団 | 投手（P） | 投手（P） | 投手（P） | 投手（P） | 投手（P） | 投手（P） |
| 年 度 | 球 団 | 試 合     | 刺 殺     | 補 殺     | 失 策     | 併 殺     | 守 備 率  |
| ----- | ----- | --------- | --------- | --------- | --------- | --------- | --------- |
| 2019  | SD    | 1         | 1         | 0         | 0         | 0         | 1.000     |
| 2021  | SD    | 1         | 0         | 0         | 0         | 0         | ----      |
| 2022  | SD    | 2         | 1         | 0         | 0         | 0         | 1.000     |
| 2023  | SD    | 14        | 5         | 6         | 1         | 0         | .917      |
| 2024  | SD    | 4         | 2         | 0         | 0         | 0         | 1.000     |
| 2024  | CLE   | 50        | 6         | 2         | 0         | 2         | 1.000     |
| '24計 | CLE   | 54        | 8         | 2         | 0         | 2         | 1.000     |
| MLB   | MLB   | 72        | 15        | 8         | 1         | 2         | .958      |

- 2024年度シーズン終了時

### 記録

#### 初記録
投手記録
- 初登板・初先発登板：2025年5月14日、対中日ドラゴンズ8回戦（バンテリンドーム ナゴヤ）、6回1失点で敗戦投手[18]
- 初奪三振：同上、1回裏に鵜飼航丞から空振り三振
- 初勝利・初先発勝利：2025年6月5日、対埼玉西武ライオンズ3回戦（ベルーナドーム）、7回1失点[19]

打撃記録
- 初打席：2025年5月14日、対中日ドラゴンズ8回戦（バンテリンドーム ナゴヤ）、3回表に涌井秀章から遊ゴロ
- 初安打：2025年6月19日、対東北楽天ゴールデンイーグルス3回戦（明治神宮野球場）、3回裏に岸孝之から中前安打

### 背番号
- 44（2019年）
- 60（2021年 - 2024年）
- 11（2025年[17] - ）